# Catacercus
Catacercus fuegianus és una espècie d'aranya araneomorfa de la subfamília Erigoninae, dins de la família Linyphiidae.
És l'únic membre del gènere monotípic Catacercus.
Fou descrit per primera vegada per Alfred Frank Millidge l'any 1985,

## Distribució
És un endemisme de Xile, concretament es pot trobar a la Regió de Magallanes.